# Рижики
Ри́жики — село в Україні, у Новобілоуській сільській громаді Чернігівського району Чернігівської області. Населення становить 117 осіб. До 2020 орган місцевого самоврядування — Хмільницька сільська рада.

## Клімат
Клімат у селі Рижики помірно континентальний. Середньорічна температура повітря становить 6,7 °C, найнижча вона у січні (мінус 7,1 °C), найвища — в липні (18,7 °C).
У середньому за рік у Рижиках випадає 599 мм атмосферних опадів, найменше — у березні та жовтні, найбільше — у червні та липні.
Відносна вологість повітря в середньому за рік становить 79 %, найменша вона у травні (69 %), найбільша — у грудні (89 %).
Найменша хмарність спостерігається в серпні, найбільша — у грудні.
Найбільша швидкість вітру — взимку, найменша — влітку. У січні вона в середньому становить 4,3 м/с, у липні — 3,2 м/с.

## Історія

### Голодомор
Під час Голодомору в селі Рижики мешкало приблизно 500 мешканців. група молодиків — активістів радянської влади і колгоспного ладу по-звірячому закатувала сімох молодих хлопців 20-24 років, підозрюваних у крадіжці колгоспного продовольства.
У Рижиках Голодомор 1932—1933 років забрав 27 життів, що майже втричі перевищувало середній рівень смертності. З них 18 — у травні–червні.
Перші жертви штучного голоду з'явилися наприкінці весни. Доведені до відчаю люди, у яких було забрано все їстівне, почали викопувати на колгоспному полі щойно посаджену картоплю, навіть буряки. У відповідь розлючені місцеві активісти-колгоспники — Пилипенко Микола Іванович (рахівник колгоспу), Рябий Олексій Кирилович (член правління), Селезень Іван Семенович, Селезень Григорій Семенович, Король Іван Пилипович, Рябий Пилип Кирилович та Селезень Петро — організували облаву і, без залучення міліції чи інших владних органів, самовладно провели обшуки в осіб, яких вважали підозрілими.
Більшовицькі активісти «визнали» винними сімох одноосібників.
1. Удод Микола Омелянович, 24 роки,
2. Іллюшко Федір Іванович, 23 роки,
3. Помогайбог Микола Самійлович, 20 років,
4. Удод Павло Омелянович, 20 років,
5. Малюта Федір Іванович, 20 років,
6. Помогайбог Олексій Юрійович, 23 роки,
7. Помогайбог Михайло Юрійович, Серед «винних», за винятком середняка Миколи Помогайбога, усі були бідняками. Внаслідок обшуків декілька буряків і незначну кількість картоплі знайшли лише у Миколи. Проте активісти затримали всіх. Більшовицькі активісти розпочали допит, який супроводжувався нанесенням побоїв кілками та залізними прутами по голові. П'ятеро підозрюваних були забиті насмерть.

Трупи залишили в клуні, на ранок повідомили про подію голову сільради. Того побачене не особливо вразило, а коли спіймали двох утікачів, то попрохав не вбивати їх до приїзду слідчих органів. Затримувати самих вбивць, як і вважати їх дії злочинними, у наміри представника місцевої влади явно не входило.
Михайло і Олексій Помогайбоги, рятуючи своє життя, здійснили втечу в ліс, який підходить під самісіньке село. Однак обоє знову були затримані та взяті під охорону.
Озвірілі активісти убили двох Помогайбогів.
Катів заарештували, однак суворого покарання вони не понесли, оскільки діяла постанова Ради Народних Комісарів СРСР «Про охорону майна державних підприємств, колгоспів і кооперації та зміцнення суспільної (соціалістичної) власності» від 7 серпня 1932 року, яка за розкрадання колгоспного майна передбачала «розстріл із конфіскацією всього майна», а при наявності «пом'якшуючих обставин» — «позбавлення свободи на термін не нижче 10 років із конфіскацією…». Амністія не передбачалася.
Один із катів, Король Іван, 1907 року народження, загинув рядовим на фронтах Другої світової війни. Тож тепер його ім'я викарбуване на сільському обеліску в Хмільниці.

### Незалежна Україна
12 червня 2020 року, відповідно до розпорядження Кабінету Міністрів України № 730-р від «Про визначення адміністративних центрів та затвердження територій територіальних громад Чернігівської області», село увійшло до складу Новобілоуської сільської громади.
19 липня 2020 року, в результаті адміністративно-територіальної реформи та ліквідації колишнього Чернігівського району, село увійшло до складу новоутвореного Чернігівського району.

## Населення
Розподіл населення за рідною мовою (2001).
| українська | російська | інші мови |
| ---------- | --------- | --------- |
| 97.44 %    | 1.71 %    | 0.85 %    |

Станом на 2018 рік в селі проживають переважно пенсіонери, молодь виїхала. Чернігівці купили деякі хати і використовують їх як дачі, крім того, на півночі села розташований дачний квартал.

## Освіта
Станом на 2018 рік за словами місцевих жителів, дітей із села забирає шкільний автобус і відвозить на навчання до Хмільниці.

## Транспорт
5 разів на день до села із Чернігова їздить маршрутка № 22. Вартість проїзду 8.5 гривень.
Дорога до села (станом на 2018) у гарному стані, асфальтована.